# التاريخ البنائي لقوة الرومان العسكرية

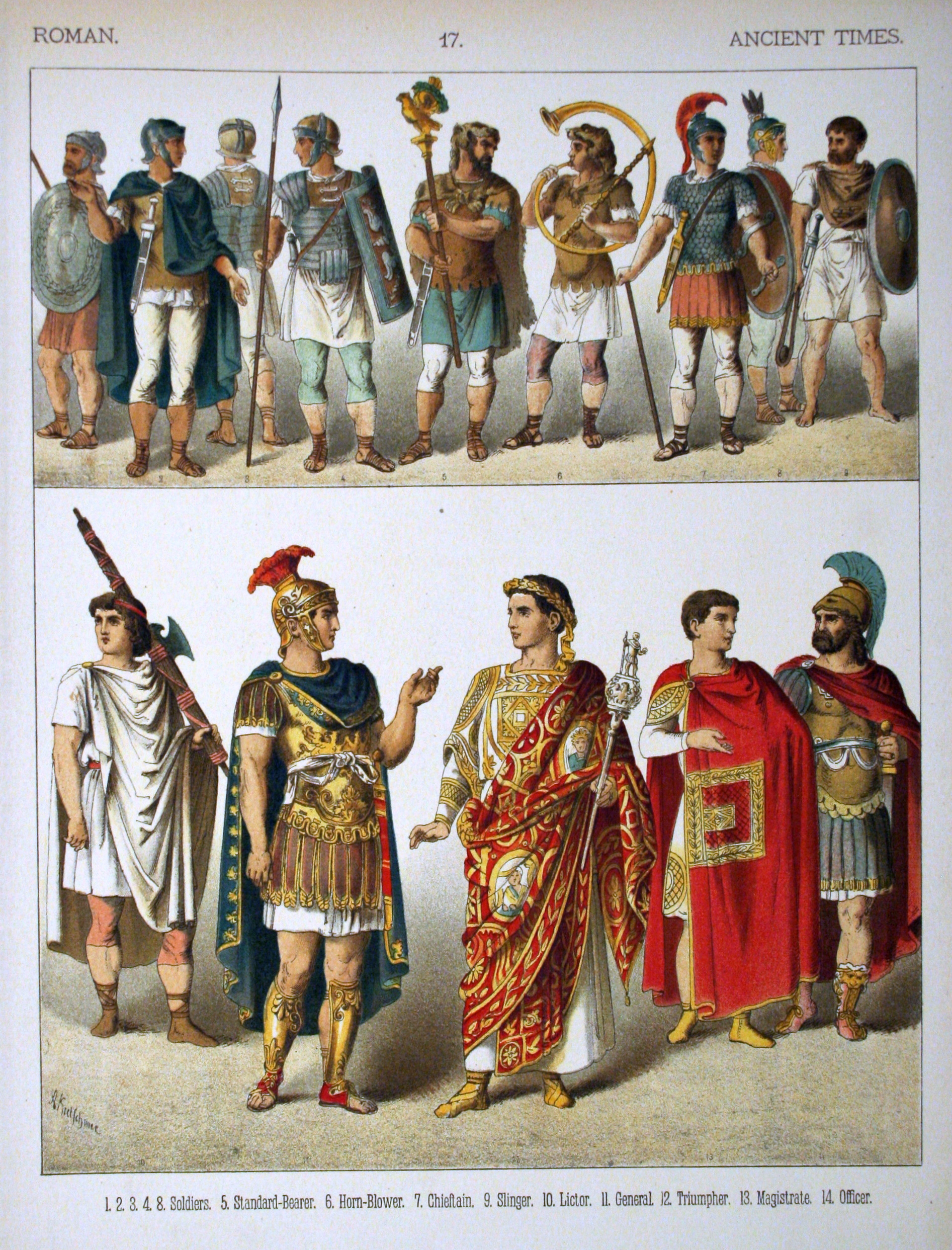
نموذج للمُقاتلين الرومان القدماء من كتاب ألبرت كريتشمر أزياء الشعوب (1882).

يشمل التاريخ البنائي للقوة العسكرية الرومانية تحولات عديدة طرأت على بنية وتنظيم جيش روما القديمة، الذي يُعتبر أكثر مُؤسسة عسكرية مُؤثرة وطويلة الأمد عرفها التاريخ. وخضعت المُؤسسة العسكرية في روما القديمة إلى تغيرات كبيرة منذ تأسيسها عام 800 ق.م وحتى حلِّها بالكامل عام 470م، ونتيجةً لانهيار الإمبراطورية الرومانية الغربية. في البداية، انقسمت القوة العسكرية الرومانية إلى جناحين: بري وبحري، وكان هذا التقسيم أمرًا واقعًا رغم أنه حدث بوضوح أقلّ من التقسيم المُتَّبع في المُؤسسات العسكرية الحديثة، وقد أدت الإصلاحات السياسية والتطور التدريجي إلى حدوث التغيرات الأساسية في بناء الجيش الروماني، ويُمكن تقسيم هذه التغيرات إلى أربع مراحل أساسية.
اعتمد الجيش في نشأته في المرحلة الأولى على الخدمة العسكرية الإلزامية السنوية، التي فُرضت على المواطنين كونها جزء من واجباتهم تجاه الدولة، حيث كان الجيش الروماني أثناء تلك الفترة يشن حملات موسمية ضد خصوم الدولة.
وشهدت المرحلة الثانية خضوع المزيد من الأقاليم لهيمنة الرومان وازدياد حجم قواتهم، وتدريجيًا تضمن الجيش المزيد من الجنود المُحترفين الذي يتقاضون أجورًا لقاء خدمتهم، ممَّا أدى إلى إطالة مُدة الخدمة العسكرية الإلزامية للفئات الدنيا من الشعب، التي لم تتقاضى أيَّ أجور، وقد تميزت الوحدات العسكرية الرومانية في تلك الفترة إلى حد كبير بتجانسهاوتنظيمها رفيع المستوى، وانقسم الجيش إلى فئتين أساسيَّتين: وحدات نظامية من المدنيين الذي عُرفوا بـالفيالق الرومانية ووحدات غير مُنظَّمة من القوات الأجنبية المُساعدة، والتي كانت تُستدعى، في الغالب لدعم الجيش بالوحدات الإضافية مثل المُشاة خفيفي التسليح والمساعدات اللوجستية والفرسان الخيالة.
شهدت المرحلة الثالثة مهمة القوات العسكرية التي كانت في ذروة قوة الإمبراطورية الرومانية في إدارة وتأمين حدود الأقاليم الضخمة التي خضعت لنفوذ روما، وقد قلَّت في هذه الفترة الأخطار الإستراتيجية على الدولة، واقتصر الاهتمام على حماية الأراضٍ المكتسبة قديمًا، وقد خضع الجيش لتغييرات نابعة من الحاجات المستجدة، وأصبح أكثر اعتماداً على الحاميات العسكرية الثابتة من المخيمات المُؤقتة للحملات والحروب الجارية.
ظلت الخدمة العسكرية قائمةً في المرحلة الرابعة بوصفها مهنة بأجر ضمن القوات النظامية. وكان ذلك في الوقت الذي انهمكت فيه روما بالحفاظ على هيمنتها على الأقاليم مُترامية الأطراف التي احتلَّتها. وقد شاع تعيين عناصر من المُرتزقة أو الأجانب الحليفين حتى أصبحوا يُمثلون نسبة ضخمة من القوات المُسلحة. في الوقت ذاته ونتيجةٍ لذلك، اضمحلَّت الوحدة التي تمتعت بها قوات روما العسكرية في سابق عهدها. وكان الجنود في هذا العصر من الفرسان الرماة خفيفي التسليح إلى المُشاة ثقيلي التسليح مُتفاوتين إلى حد بعيد في الكفاءة والحجم، ورافق ذلك اتجاهًا من الإمبراطورية في تغليب وجود سلاح الفرسان بشكل مُتزايد بدلًا من قوات المُشاة، فضلًا عن الحاجة إلى المزيد من الحملات العسكرية على الدول المجاورة، وفي أواخر عهد الإمبراطورية، كان هناك المزيد من التركيز على جميع الحدود عدا الشرق على وحدات أصغر من القوات العاملة بشكل مستقل مع الانخراط بشكل مُقنن في معارك منخفضة الحدة وأعمال حرب العصابات.

## القوات القبلية (حوالي 800 ق.م– 578 ق.م)
وفقاً لما ذكره كل من المؤرخين تيتوس ليفيوس وديونيسيوس من هاليكارناسوس، فإن أقدم جيش روماني تواجد عام 8 ق.م وذلك في كتابتهم فيما بعد هذا التاريخ بفترة طويلة. ، وفي تلك الفترة كانت روما مُجرد مُستوطنة مُحصنة تعلو قمم التلال. وقد تألف من قوة صغيرة نسبيًا اقتصرت نشاطاتها غالبًا على شن غارات وسرقة الماشية وخوض اشتباكات بسيطة من حين إلى آخر. يُشير المُؤرخ الألماني تيودور مومزن لهذه القوة باسم الجيش الكيرياتي أو عشائري، والتي اشتُقت من (باللاتينية: curia) وتعني العشيرة نسبةً إلى التقسيم المُستند إلى الحدود الافتراضية بين القبائل الثلاث التي أسست روما وهم الرمانيس واللوسيرس والتيتيس. وعلى الرغم أنه من الصعب الوصول إلى توليفة مُحددة لهذا الجيش، إلا أنه كان بشكل عام أشبه بفرقة من المُقاتلين أو مجموعة من الحُراس تحت قيادة شيخ القبيلة أو الملك. ويرى مومزن أن نظام وانضباط المُؤسسة العسكرية الرومانية في هذه الفترة كان محكومًا بقوانين الملك إيطالوس الأبوكريفية، والتي فُقدت رغم إشارة أرسطو لها.
وفقاً لليفيوس، تكون الجيش تحديداً من 3000 جندي من المُشاة و300 من الخيالة، وتألف ثلث كل منهُما من القبائل الثلاثة المُؤسسة. عمل المحاربون تحت لواء ستة من قادة التقسيمات الذين خدموا تحت القائد الأعلى وعادةً ما كان الملك الحاكم. أتي مومزن بالحجج والبراهين الفيلولوجية كما استعان بليفيوس ومصادر أخرى ليُشير إلى أن الأغلبية العظمى من جنود المُشاة كانوا من رمُاة الرماح مع عدد أقل غالبًا من رماة السهام. أما عدد الخيالة فقد كان أقل بكثير وعلى الأرجح كانوا من أغنياء المدينة فقط. ويُرجح أن الجيش تتضمن نماذج بدائية من العجلات الحربية، وكان ذلك مُرجحًا في اللفظ اللاتينيي flexuntes والتي تعني بالإنجليزية the wheelersْ.
في بدايات القرن 7 ق.م، كانت الهيمنة في المنطقة للحضارة الإتروسكانية والتي ظهرت في العصر الحديدي. حذى الرومان حذو أغلب شعوب المنطقة حيث اصطدموا بالإتروسكان. ومع نهاية القرن، هُزم الرومان في صراعهم من أجل الاستقلال وانتهى بغزو الإتروسكان لروما وتأسيسهم لمملكة ديكتاتورية ذات طابع عسكري.

## الهوبليت (المُشاة الإتروسكانيون) (578 ق.م – حوالي 315 ق.م)
على الرغم من تعدد المصادر الرومانية القديمة، بما فيهم كتابات ليفيوس وبوليبيوس، التي تحدثت عن الجيش في فترة المملكة الرومانية بشكل شامل والتي تلت سقوط روما في أيدي الإتروسكان، فإنه لم يتم العثور على روايات مُعاصرة. فعلى سبيل المثال، دون بوليبيوس هذه الأحداث بعد ثلاثمائة عام تقريبًا من وقوعها، وكذلك ليفيوس بعد حوالي خمسمائة عام. هذا بالإضافة إلى أن كل ما احتفظ به الرومان في تلك الفترة من مخطوطات قد دُمر أثناء أعمال السلب والنهب التي حدثت للمدينة؛ فلذلك لا تُعتبر مصادر تلك الفترة موضع ثقة إلا التاريخ العسكري لما بعد تلك الفترة مثل الحرب البونية الأولى وما بعد ذلك.

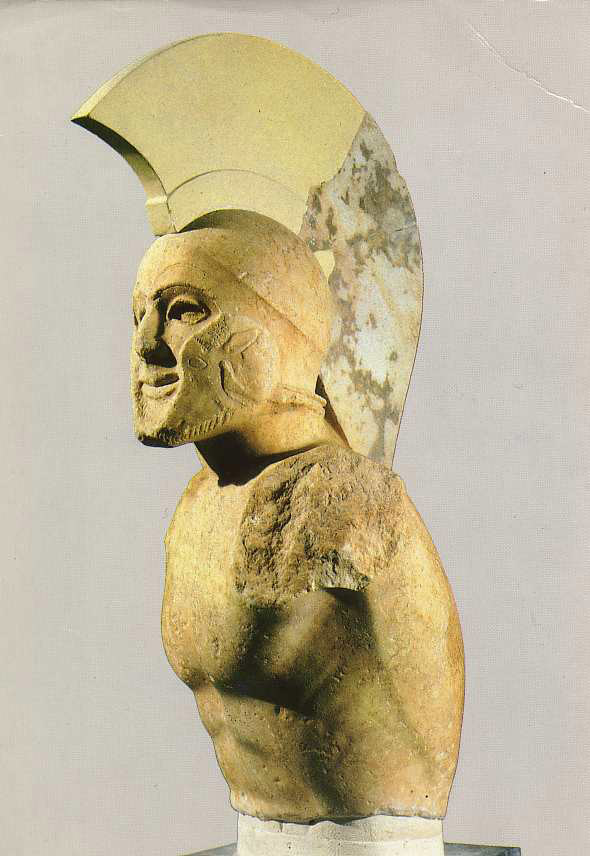
تمثال لمقاتل الهوبليت في اليونان القديمة يعود إلى القرن الخامس ق.م (متحف أسبرطة الأثري)

حكم كل من تاركوينيوس بريسكوس وسيرفيوس توليوس وتاركوينيوس سوبربوس روما في الفترة التي كانت تحت سيطرة الإتروسكان، وذلك وفقًا لما ذُكر في الروايات التي بقت حتى اليوم. وفي تلك الفترة، خضع الجيش إلى إصلاحات، عادةً ما كانت تُنسب إلى سيرفيوس ثاني الملوك الأتروسكانيين، حيث أصبح مُقسمًا إلى وحدات مئوية على خلفية التصنيف الاجتماعي والاقتصادي. أجرى توليوس قبل ذلك أول إحصاء رسمي لسكان روما. ويقول ليفيوس أن توليوس قام بإصلاح الجيش من خلال زرع النظام الطبقي الاجتماعي الذي نتج عن هذا الإحصاء داخل بنيته. وقد اُعتبرت الخدمة العسكرية في ذلك الوقت على نطاق واسع من مسئوليات المدنيين، كما أنها كانت تُعد إحدى سبل رفع المكانة والهيبة الاجتماعية.
ربما يكون القول بأنه أُدخل على بنية الجيش بعض التحسينات أكثر دقة من وصفها بأنها إصلاحات جذرية. فقد انقسمت المُشاة قبل تلك الإصلاحات إلى فئة تضم المُواطنين الأغنياء وأخرى للفقراء، والتي اُستبعدت من صفوف المُقاتلين بحجة رداءة مُعداتهم القتالية. وفي أثناء تلك الإصلاحات، أصبح هذا التقسيم البسيط القائم على التفرقة بين الأغنياء والفقراء بناءً طبقيًا أكثر تعقيداً، واعتمد الجيش بمُختلف قواته، بعد ذلك، على فئة المواطنين ذوي الأملاك، وبذلك أصبحت الخدمة العسكرية إلزامية لجميع الطبقات من فقراء الفئة الخامسة لأغنياء الفئة الأولى، وعلى رأسهم الفرسان. ارتأى الرومان في تلك الفترة أن الخدمة العسكرية ما هي إلا تأدية المُواطن لواجباته تجاه الدولة بطريقة مُناسبة، وذلك على نقيض التصورات السابقة عن الخدمة العسكرية بوصفها عبئًا ثقيلًا؛  وذلك بالرغم من وجود بعض الروايات التي تصف الرومان الذين قاموا بتشويه أجسادهم حتى يتم إعفائهم من أداء الخدمة العسكرية، وخاصةً في أواخر عهد الإمبراطورية إلا أن هذا النفور لم يُعرف في بدايات جيش روما. ويُمكن أن يرجع ذلك جزئيًا إلى قلة الصراعات في هذه الحقبة، وكذلك لأن الجنود كانوا يخوضون تلك المعارك غالبًا في مناطق قريبة من ديارهم ومُؤخرًا أرجع بعض الكتاب الرومان ذلك إلى الروح القتالية التي كانت سائدة في القدَم.
مثلت وحدات راكبي الخيل الطبقة العليا، وقد عُرفوا أيضًا بالخيَالة. كما تألفت المُشاة الثقيلة المُدججة بالسيوف والحراب من الفئة الأولى من المُواطنين الأغنياء، وكانت تتقدم الصفوف في المعارك. تشابه تسليح الفئة الثانية مع تسليح الفئة الأولى، فيما عدا أن مُقاتلي الفئة الثانية استخدموا دُروعًا مُستطيلة بدلًا من دائرية الشكل ولم يرتدوا دُروعًا واقية للصدور، وقد لحقوا الصف الأول في تشكيلة الجيش أثناء المعارك. أما الفئة الثالثة والرابعة فقد كان تسليحهم يعتمد على أسلحة خفيفة مثل النصال والرماح، وكانت تتخذ الفئة الثالثة مكانها خلف الفئة الثانية لتدعيمها بالرماح. وتألفت الفئة الخامسة من فقراء المُمَلكين وقد تم تسليحهم بالحجارة والمقاليع للقيام بالمُناوشات فقط حيث كان يتم نشرهم كحاجز أمامي لحماية تقدُم القوات الأساسية أو لتغطية مُناوراتهم.
عُفي من الخدمة العسكرية كل من لم يكن خاصته أي مُمتلكات، وبذلك اُستبعد من الفئات المُؤهلة لأداء الخدمة العسكرية، وذلك على خلفية العجز عن تدبير العتاد وغير ذلك. وبالرغم من أن القيمة العسكرية لهذه الفئة كانت موضع خلاف إلا أنهم أُلزموا بتأديتها في ظل الأحوال الطارئة. قاتلت هذه القوات المُؤلفة من مُختلف الطبقات جنبًا إلى جنب أثناء المعارك ولكن اُستثني من ذلك الأقدمين الذين اقتصرت مُهمتهم على حماية المدينة. زُعم أن الجيش قد ازداد عدده في القرن الخامس قبل الميلاد من 3000 إلى 4000 مُقاتل وفي وقت ما قبل بُزوغ القرن الرابع قبل الميلاد ليصل عدده إلى 6000 مقاتل؛ وقُسم بعد ذلك إلى 60 وحدة مئوية.

## الفيالق الشِرذمية (315 ق.م- 107 ق.م)
استمر جيش الجمهورية الرومانية في التطور حيث طرأت عليه بعض التغييرات، وقد مال العديد من الرومان إلى ربطها بالمُصلحين الكبار وجُهودهم الفردية وسياستهم الإصلاحية إلا أنها على الأرجح قد نتجت بشكل أكبر عن التطور التدريجي. حاكى الرومان أعدائهم، غالبًا من السامنيين في جنوب ووسط إيطاليا، حيث أخذوا عنهم تشكيلاتهم الشِرذمية، وربما كان ذلك نتيجة الهزائم التي لحقت بهم خاصة بالحرب السامنية الثانية.
عُرف في تلك الفترة التشكيل المُكون من 5000 مُقاتل باسم الفيلق. تألفت الفيالق في فترات الجُمهورية المُبكرة والوسطى من كل من المُشاة خفيفة وثقيلة التسليح، وذلك على نقيض التشكيلات الفيلقية فيما بعد، التي تكونت فقط من المُشاة ثقيلة التسليح. ولذا، فإن استخدام مُصطلح الجيش الشِرذمي يُشير إلى الجيوش القائمة وحدات تسمي الشراذم، وهي جمع شِرذمة وتعني جماعة قليلة من الأفراد، والذي اختلف تمامًا عن جيش الإمبراطورية الفيلقي فيما بعد والذي قام على نظام الكتائب. بُني نظام الجيش الشِرذمي بشكل جزئي على التصنيف من حيث الطبقة الاجتماعية من ناحية، ومن ناحية أخرى اعتمد على معايير السن والخبرة العسكرية. ويمثل هذا النظام على المستوى النظري الانتقال بين أنظمة الجيوش في الفترات المُبكرة التي قامت على أساس طبقي وأنظمة الجيوش في العصور المُتأخرة التي خلت من أي نوع من الطبقية. وحين ألحَت الضرورة في وقت ما في فترة الجمهورية لم يُعف حتى العبيد من الخدمة في الجيش. وكان من المُعتاد أن يتم حشد فيلق كل عام، ولكن في عام 366 ق.م حُشد فيلقان لأول مرة في سنة واحدة.
ترجع تسمية الجيش الشِرذمي إلى الطريقة التي كان يتم بها نشر المُشاة ثقيلة التسليح على هيئة شراذم أو مجموعات. تألفت كل وحدة من 120 مُقاتل من مُختلف فئات المُشاة. تميزت التشكيلات الشِرذمية بصغر حجمها، مما جعل تحركات وحدات المُشاة داخل الحيز الأساسي للجيش أكثر سهولة أثناء المعركة. قُسمت الشِرذام إلى ثلاثة أنواع طبقًا لتقسيم المُشاة ثقيلة التسليح إلى ثلاثة فئات: هاستاتي وبرينسايبس وترياري. تألف النوع الأول من شِراذم الرمَاحين، وقد شكَل المُشاة المُنتمين لهذا النوع الصفوف الأولى للجيش. وتكونت الشرذمة من 120 مُقاتل انقسموا إلى ثلاثة صفوف، وقد تكون كل صف من 40 مُقاتل. كان رداء هؤلاء المُشاة عبارة عن أوقية من الجلود السميكة كما زُودوا بدروع مصنوعة من النحاس وقلنسوات مُزينة بالريش، بلغ طولها 30 سم. وقد جُهزوا بتُروس مُستطيلة مُحدبة كانت تُصنع من الخشب ومُدرعة بالحديد، بلغ طولها 120 سم/4 أقدام. زُود هؤلاء المقاتلون أيضًا بالرماح بأنواعها المُستخدمة في الرماية والاشتباك مثل البيلوم، وبنوع من السيوف القصيرة عُرفت باسم غلاديوس.
شكَل البرينسايبس النوع الثاني من الِشراذم، وهي الصفوف التي تلَت الصفوف الأولي؛ وقد كان تسليح وتدريع هذه الفئة مُماثلًا للرمٌاحين ولكن يُستثنى أنهم كانوا يرتدون سُترات خفيفة مصنوعة من حلقات معدنية صغيرة على عكس الدروع الصلبة التي ارتداها الرماحون. وانقسمت هذه المجموعة إلى 10 صفوف مُشَكلين من 12 مقاتل. أما الصف الثالث في تنظيم صفوف الجيش أثناء المعارك فقد مثلته الفئة الثالثة (باللاتينية: triarii وتعني بالإنجليزية: third liner أي من يشكل الصف الثالث) والتي تكونت مما تبقي من القوات علي غِرار محاربي الهوبليت. وقد تم تزويدهم بمثل ما زُود به مقاتلي الفئة الثانية باستثناء أنهم كانوا مُدججين بعُصي رامحة (بالإنجليزية: pike) بدلاً من الرماح. تألفت هذه المجموعة من تشكيلين مكونين معاً من 600 مقاتل علي 10 صفوف (أي تكون كل صف من 6 مقاتلين). أبقي تقسيم الفيلق إلى ثلاثة فئات بعض الشئ على التدرج الطبقي في المجتمع الروماني، إلا أنه يمكن الجزم بأن تشكيل الثلاث فئات على الأقل رسمياً مؤسس على السن والخبرة أكثر من التدرج الاجتماعي؛ حيث شكل المقاتلون تحت الإختبارو الأصغر سناً صف الرماحين، أما هؤلاء الأكبر سناً ذو بعض الخبرة فقد شكلوا الفئة الثانية، بينما تألفت الفئة الثالثة من مجموعات المتمرسين ذوي الحكمة والحنكة.

## الفيالق في عهد ماريوس (107ق.م - 27 ق.م)

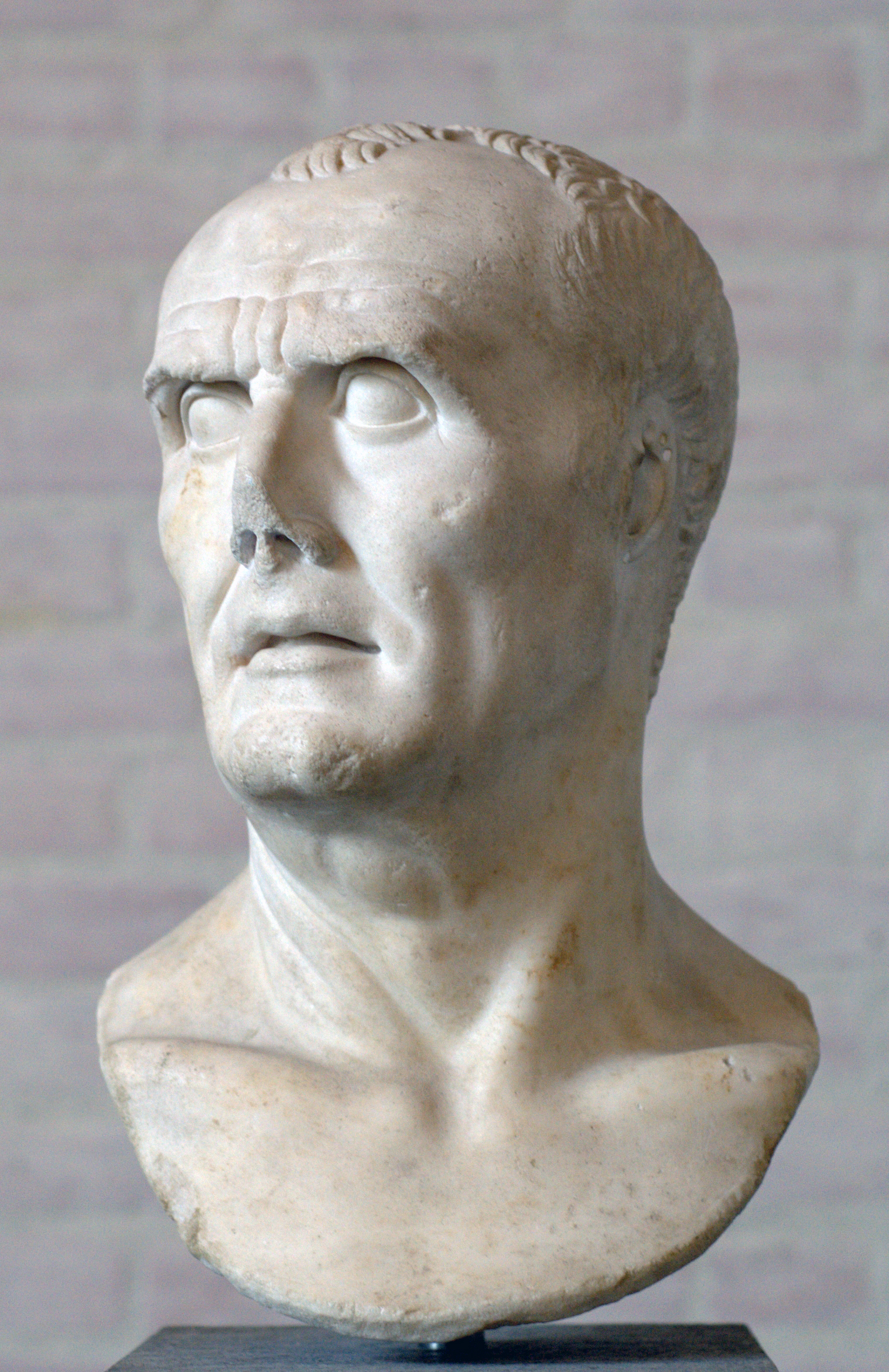
تمثال نصفي لماريوس (متحف جليبتوثيك في ميونخ)

و في سياق ما يُعرف باسم "الإصلاحات الماريوسية"، قام غايوس ماريوس، قنصل روماني وأحد العسكريين الرومان، بتنفيذ برنامج ابتدعه لإصلاح القوة العسكرية الرومانية. أصبح جميع المواطنين مؤهلين لتأدية الخدمة العسكرية دون أي اكتراث بأوضاعهم المعيشية أو الطبقة الاجتماعية التي ينتسبون إليها. ولقد شكَلت هذه الخطوة بشكل نهائي وحاسم عملية تدريجية لإلغاء المِلكيات كشرط أساسي لتأدية الخدمة العسكرية. وأما تصنيف المشاة الثقيلة إلى رمَاحين (باللاتينية: hastati) وطبقة أخرى مكونة من المقاتلين المتمرسين (باللاتينية: principes) وأخرى مكونة من الأغنياء وكبار السن (الترياري، باللاتينية: triarii) الذي تلاشي تدريجياَ مع الوقت فقد أُلغي رسميا  ؛ وتكونت قوات متاجنسة من فيالق المشاة ثقيلة التسليح. تم تعبئة هذه الفيالق من المواطنين وذلك في الوقت الذي أمتدت فيه المواطنية الرومانية إقليمياً لتضم سكان معظم أرجاء إيطاليا القديمة وبلاد الغال. وقد اُستبدلت بعض المشاة خفيفة التسليح مثل المناوشين (باللاتينية: velites) والخيَالة (باللاتينية: equites) والتي تكونت من المدنيين بقوات مُدعِمة (باللاتينية: auxilia) أحياناً تألفت من قوات مرتزقة. اعتمد جيش الرومان آنذاك على قوات إضافية من الفرسان حيث تمركز وجود فيالق المدنيين في قوات المشاة الثقيلة. ولطالما صوحبت هذه الفيالق بوجود قوات مُدعِمة خفيفة التسليح التي كانت موازية لها أو أكثر منهاً عددا، وقد تم تشكيل تلك القوات بحشد غير المدنيين من سكان المناطق المختلفة في رقعة الإمبراطورية. حُشدت جميع الفيالق من مختلف المقاطعات على هذا النهج باستثناء ذلك الفيلق الذي كان يحشد في غلاطية.
اعتمد حشد الفيالق ما بعد ماريوس بشكل كبير على التطوع الذاتي من قِبل المواطنين أكثر من كونهم ملزمين لتأدية خدمتهم في الجيش  وقد قُبلوا الذين أتوا طواعيةً من القري والمدن الصغيرة المحيطة التي خضعت لهيمنة الرومان. نال المدنيون خبرة عسكرية محدودة إما من خدمتهم الفعلية في ميدان المعركة أو مشاركتهم في حملات عسكرية معدودة؛ وقد فاق عددهم عدد هؤلاءالمتمرسون الذين امتهنوا العمل العسكري. أختلفت الفيالق الرومانية في أواخر عهد الجمهورية عن الفيالق في عهد الإمبراطورية لاحقاً حيث تميزت بأن ساد الرومان بناءها وتكوينها ، وعلى الرغم من ذلك فمن المحتمل أن عدد قليل من قوات مساعِدة خارجية دخل في النسيج البنائي لهذه الفيالق. كما استمر اختيار الضباط والقادة رفيعي المقام بشكل انتقائي من الطبقة الأرستقراطية.
توقفت الحملات الموسمية التي أعتادت الفيالق خوضها من قبل في الفترات المبكرة للجمهورية الرومانية لحماية الأراضي التابعة. وعوضاً عن ذلك فقد تقاضي الجنود أجور متوسطة بشكل ثابت، كما عينتهم الدولة لفترات محددة. ولذلك فقد انجذب العديد من فقراء المجتمع لتأدية الخدمة العسكرية لِما وجدوه فيها من ضمان الحصول على راتب ثابت  ، وبذلك انتشر وجود الفقراء في التكوين البنائي للجيش وتحديداً فقراء المناطق الريفية بنسبة أكبر من ذي قبل. وترتب على ذلك التطور اكتساب طبقات الكادحين مزيداً من القوة وارتقاء مكانتهم داخل مؤسسات الدولة. كان من الضروري إضفاء الطابع المهني على القوة العسكرية وذلك لمد الأراضي المكتسبة التي تقع في مناطق نائية بحاميات عسكرية دائمة مثل هسبانيا.
أشار المؤرخ ريتشارد إدوين سميث أن بعض الأخطار الإستراتيجية دفعت إلى حالة من الطوارئ مما أدي إلى ظهور الحاجة إلى تعبئة المزيد من الفيالق، كما أكد سميث أن ذلك خلٌف نوعين من الفيالق. النوع الأول هو الفيالق طويلة الأمد التي تألفت من القوات المتمرسة على القتال، وقد تم نشرها إما في المناطق النائية أو في مناطق ما وراء البحار. أما النوع الثاني فقد تمثل في الفيالق سريعة التشكيل والمتجددة التي تكونت من عناصر أصغر سناٌ وأقل حنكة، وقد بحث هؤلاء المقاتلون عن خوض مغامرات جديدة وكسب الغنائم. لم يكن على الرغم من ذلك هناك اختلاف حقيقي في كلا النوعين من حيث دفع الأجور أو الانضباط أو التدريع. يمكن تفسير معاودة القوات المتمرسة للالتحاق طواعية بالفيالق حديثة النشأة على نحو أنه لا توجد أي قوة تعمل بشكل كامل وفق أياً من هذه الصورالنموذجية لتشكيلات الفيالق، وذلك ما لم يكن ممكناً في ظل نظام الحملات الموسمية التي شنتها قوات المدنيين من الجيش.
كونت المشاة ثقيلة التسليح الأغلبية العظمي من الفيالق في أواخر عهد الجمهورية الرومانية، حيث كانت الوحدة الأساسية للفيلق الواحد ما يُعرف بالكتيبة التي تكونت تقريبياً من 480 جندي مشاة، وبذلك فإن الكتيبة كوحدة أكبر حجماً بكثير من الوحدات مثل الشِرذمة حيث تكونت من 6مئويات (80 مقاتل على حِدة)  وقد شُكلت كل مئوية من 10 مجموعات (باللاتينية: contubernia) مكون كلاً منها من 8 مقاتلين. وتم إضافة مجموعة صغيرة من 120 خيٌال فيلقي (باللاتينية: equites legionis) إلى كل فيلق وقد كانت مهامهم تعتمد على دوريات الاستطلاع ونشر الأوامر ونقل الرسائل والأخبار بين الجيش أكثر من عملهم كفرسان في ميادين القتال. كما تم تخصيص مجموعة من 60 فرداً كسلاح مِدفعية لإدارة الآلات مثل العرادات.

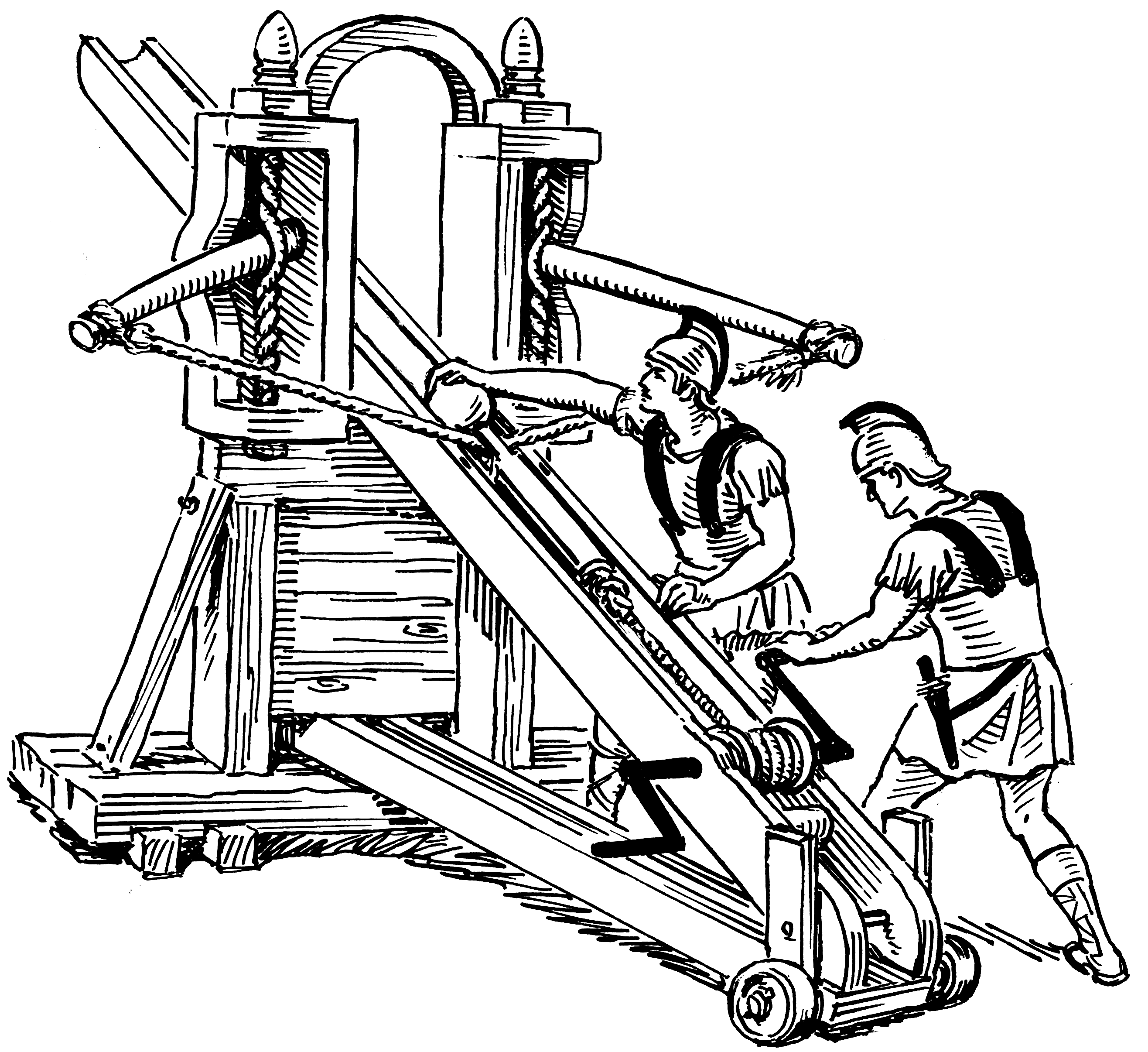
أحد أنواع العرادات (المنجنيق)

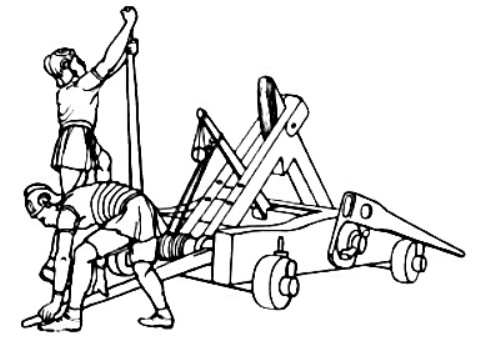
المِرجام

### تجنيد غير المدنيين (49 ق.م- 27 ق.م)
بحلول عام 54 ق.م، في عهد يوليوس قيصر، تم إلحاق للوحدات الفيلقية بتكوينها المألوف مجموعة من المستطلعين (باللاتينية: exploratores) ومجموعة أخرى من الجواسيس (باللاتينية: speculatores) والتي أقتصرت مهمات عناصرهم على التسلسل إلى معسكرات العدو. أقتضت الحوائج المُلحة التي صحبت اندلاع الحرب الأهلية تجنيد الفيالق من غير المدنيين وذلك ما قام به كلاً من يوليوس قيصر في بلاد الغال النربونية وماركوس بروتس في مقدونيا القديمة وبومبيوس في فارسالا. وقد كان ذلك الإجراء استثنائي بالنسبة لنظام المعايير والمقاييس الذي عُمل به في تعبئة الفيالق من المدنيين في الأوقات المعتادة بموجب ما نص عليه القانون الروماني رسمياً.

## الفيالق الإمبراطورية وإصلاحات القوات الأجنبية المساعدة (27 ق.م – 117م)
مع بداية الألفية الجديدة انصَبُ اهتمام الإمبراطور أغسطس علي ردع القادة العسكريين ومنعهم من أي محاولات لاستيلاء علي العرش الإمبراطوري. أظهرت تجارب يوليوس قيصر وأيضاً من ذي قبل ماريوس وسولا كورنيليوس أن جيش الطوارئ قد يتضمن قوات تسعي إلى كسب الغنائم في مقابل طاعة قادتهم للانقلاب علي الحكام؛ ولتجنب ذلك قام أغسطس بحل تلك الفيالق المخصصة لحالات الطوارئ ولمقابلة الحتياج لهذه القوات زادت أعداد قوات الجيش الدائم حتي أصبحت كافية لتكوين قوة دفاع في كل إقليم. يمكن القول أن تزويد قوات الفيالق والقوة الأجنبية المساعدة بمجموعة منتخبة من الحرس لحماية الإمبراطور أغسطس يرجع للأسباب عينها؛ وقد عُرفت النوع الأول من تلك الوحدات إلى تم تأسيسها في روما باسم «الحرس البريتوري» (باللاتينية: Praetoriani)، أما النوع الثاني والذي عُرف باسم «الكتائب المدنية» (باللاتينية: Cohortes urbanae) فقد أنشأه أغسطس لموازنة وتحجيم قوة الحرس البريتوري الهائلة وأيضاً للقيام بدور ما يُعرف بالشرطة المدنية.
تغيرت القوة العسكرية من فيالق مؤلَفة من هؤلاء الذين امتهنوا العمل العسكري والعناصر التي اشتركت فقط في الحملات العسكرية إلى جيش دائم من المحترفين العسكريين فقط. ظل البناء الفعلي للجيش - والذي تَشَكل من الكتائب كوحدة فرعية-علي ما كان عليه في أواخر عصور الجمهورية، وذلك بالرغم من زيادة عدد عناصر الكتيبة الواحدة إلى 800 مقاتل في القرن الأول الميلادي. ؛ كما استمر التشكيل الفيلقي للجيش بالرغم من بناء الفيلق كوحدة قد بدأ يتغير تدريجياً. . في حين أن تم حشد الفيالق في فترات الجمهورية المبكرة عن طريق إجراء قرعة بين هؤلاء المواطنين المؤهلين لتأدية الخدمة العسكرية، اعتمدت الفيالق الإمبراطورية علي الانضمام التطوعي على نطاق واسع من المؤهلين لتأدية الخدمة العسكرية؛ وبينما تم تعبئة الفيالق في فترة الجمهورية الرومانية من سكان شبه الجزيرة الإيطالية فقط في أغلب الأحوال، تألفت الفيالق في العصر الإمبراطوري من مجندين أتوا من مختلف أرجاء الإمبراطورية من عام 68 م وفيما بعد ذلك. ويرجح أحد الافتراضات أن نسبة سكان شبه الجزيرة الإيطالية وصلت إلي65٪ من تعداد الجيش في عهد الإمبراطورأغسطس في القرن الأول الميلادي إلى أن أنخفضت في أواخر عهد الإمبراطور نيرون لتصل إلى 49٪.

## إدخال العناصر الأجنبية في نسيج الجيش (117 م-253 م)
انخفضت في عهد الإمبراطور أدريان نسبة المُجندين من سكان شبه الجزيرة الإيطالية لتصل إلى 10٪، وبذلك مثَل المُجندون من سكان الأقاليم التي خضعت لحكم الرومان الفئة المُهيمنة في تشكيل الفيالق؛ ومن المرجح أن هذا يعود إلى حاجات الجيش المُتغيرة والتي تتعلق بتزويده بالإمدادات البشرية أو اللوجستية. فقد أُنشئ منظومة دفاعية دائمة لتطويق حدود الإمبراطورية الخارجية وبهدف تعزيز المناطق التي اكتسبها تراجان مؤخراً ومما دعا إلى تخصيص بعض القوات بشكل دائم. تألفت أكثرية القوات فيما بعد مع بداية القرن الثالث الميلادي من سكان المستعمرات المترومنة (أي ذات طابع روماني) خارج حدود شبه الجزيرة الإيطالية.